# Summer 2015
A Kylie Summer 2015  foi a primeira turnê de festivais da cantora australiana Kylie Minogue. Começou em 12 de junho de 2015, em Aalborg, Dinamarca, no Skovdalen Atletikstadion, e terminou em 18 de julho em Gräfenhainichen, Alemanha, no Ferropolis.

## Produção
Em 10 de junho de 2015, Kylie anunciou a sua primeira turnê de verão, a Kylie Summer 2015, que foi uma adaptação da Kiss Me Once tour para grandes festivais europeus e locais abertos.
Kylie compartilhou o logo da turnê em suas redes sociais dias antes do primeiro show, confirmando que esta turnê não seria uma continuação da Kiss Me Once Tour.[carece de fontes?] O show é uma versão alterada da turnê anterior, com novas músicas, novas roupas, novas projeções e repertório alterado.

## Repertório
1. Introdução (contém elementos de "Breathe")
2. "Better the Devil You Know"
3. "In Your Eyes"
4. "In My Arms"
5. "Timebomb"
6. "Wow"
7. "Step Back in Time"
8. "Spinning Around"
9. "Your Disco Needs You"
10. "On a Night Like This"
11. "Bette Davis Eyes"
12. "Can't Get You Out of My Head"
13. "Slow"
14. "The Loco-Motion"
15. "Kids"
16. "Get Outta My Way"
17. "Love at First Sight"
18. "Celebration"
19. "All The Lovers"

Bis
1. "Into the Blue"

## Datas
| 12 de junho de 2015 | Aalborg         | Dinamarca  | Skovdalen Atletikstadion |
| 19 de junho de 2015 | Suffolk         | Inglaterra | Newmarket Racecourse     |
| 20 de junho de 2015 | Merseyside      | Inglaterra | Haydock Park Racecourse  |
| 21 de junho de 2015 | Londres         | Inglaterra | Hyde Park                |
| 16 de julho de 2015 | Pori            | Finlândia  | Kirjurinluoto            |
| 18 de julho de 2015 | Gräfenhainichen | Alemanha   | Ferropolis               |

### Showscancelados
| Data                | Cidade   | País    | Local             | Razão                       |
| ------------------- | -------- | ------- | ----------------- | --------------------------- |
| 16 de junho de 2015 | Istambul | Turquia | Küçükçiftlik Park | Vendagem baixa de ingressos |